# 温泉女孩
《温泉女孩》是Enbound的跨媒體製作，將日本各地的溫泉進行萌擬人化，2017年3月推出動畫PV，由動畫工房製作。 於漫畫網站《Comic Newtype》連載標題為《溫泉女孩》（温泉むすめ）的漫畫。《溫泉女孩 Adhara的日常》（温泉むすめ Adharaの日常）漫畫連載於《月刊少年Ace》2019年7月号至2020年3月号。

## 登場人物
少彥（聲：水樹奈奈，原案：ぽよよん♥ろっく）
最資深的溫泉之神，負責監督溫泉少女們。
潤目亞莉亞（聲：井上喜久子，原案：荻pote）
人氣偶像團體的C位，也是少彥的朋友。

### SPRINGS
草津結衣奈（聲：高田憂希，原案：紅緒）
來自群馬縣吾妻郡草津町草津溫泉的溫泉女孩。『SPRINGS』的C位。
箱根彩耶（聲：長江里加）
來自神奈川縣足柄下郡箱根町箱根溫泉的溫泉女孩。
秋保那菜子（聲：高橋花林，原案：Tiv）
來自宮城縣仙台市秋保町秋保溫泉的溫泉女孩。
有馬輪花（聲：本宮佳奈，原案：Mika Pikazo）
來自兵庫縣神戸市有馬町有馬溫泉的溫泉女孩。有馬楓花的姐姐。
道後泉海（聲：篠田南，原案：H2SO4）
來自愛媛縣松山市道後溫泉的溫泉女孩。
登別綾瀨（聲：日岡夏美）
來自北海道登別市登別溫泉的溫泉女孩。
下呂美月（聲：遠藤祐里香→佐伯伊織，原案：櫻木蓮）
來自岐阜縣下呂市下呂溫泉的溫泉女孩。
有馬楓花（聲：桑原由氣，原案：（QP:flapper））
來自兵庫縣神戸市有馬町有馬溫泉的溫泉女孩。有馬輪花的妹妹。
奏·巴登·由布院（聲：和多田美咲，原案：（QP:flapper））
來自大分縣由布市由布院溫泉的溫泉女孩。

### 曉-AKATSUKI-
鬼怒川日向（聲：富田美憂，原案：神崎廣）
來自栃木縣日光市鬼怒川溫泉的溫泉女孩。『曉-AKATSUKI-』的C位。
玉造彗（聲：田澤茉純，原案：ニリツ）
來自島根県松江市玉湯町玉造溫泉的溫泉女孩。
別府環綺（聲：岩橋由佳，原案：ぽんかん⑧）
來自大分縣別府市別府溫泉的溫泉女孩。

### LUSH STAR
熱海初夏（聲：本渡楓，原案：しらび）
來自静岡縣熱海市熱海溫泉的溫泉女孩。『LUSH STAR』的C位。
指宿繪璃菜（聲：松田颯水，原案：竹花諾特）
來自鹿兒島縣指宿市指宿溫泉的溫泉女孩。
和倉雅奈（聲：戶田惠，原案：一色）
來自石川縣七尾市和倉溫泉的溫泉女孩。
銀山小雪（聲：長繩麻理亞，原案：なつめえり）
來自山形縣尾花澤市銀山溫泉的溫泉女孩。
白濱帆南美（聲：谷口夢奈，原案：米白粕）
來自和歌山縣西牟婁郡白濱町白濱溫泉的溫泉女孩。

### Adhara
黑川姬樂（聲：田中美海，原案：三嶋黑音）
來自熊本縣阿蘇郡南小國町黑川溫泉的溫泉女孩。『Adhara』的C位。
花卷吹歌（聲：飯田里穗）
來自岩手縣花卷市花卷溫泉的溫泉女孩。
乳頭和（聲：三上枝織，原案：あずーる）
來自秋田縣仙北市乳頭溫泉的溫泉女孩。
白骨朋依（聲：新田日和）
來自長野縣松本市白骨溫泉的溫泉女孩。
金毘羅桃萌（聲：吉田有里，原案：かにビーム）
來自香川縣仲多度郡琴平町金毘羅溫泉的溫泉女孩。
月岡來瑠碧（聲：西田望見）
來自新潟縣新發田市月岡溫泉的溫泉女孩。
湯之川星羅（聲：野口瑠璃子）
來自北海道函館市湯之川溫泉的溫泉女孩。

### petit corolla
伊香保葉凪（聲：茜屋日海夏，原案：藤真拓哉）
來自群馬縣澀川市伊香保町伊香保溫泉的溫泉女孩。
嬉野六香（聲：小澤亞李，原案：Anmi）
來自佐賀縣嬉野市嬉野町嬉野溫泉的溫泉女孩。
伊東椿月（聲：鈴木繪理，原案：パセリ）
來自静岡縣伊東市伊東溫泉的溫泉女孩。
城崎亞莉咲（聲：山下七海，原案：えれっと）
來自兵庫縣豊岡市城崎町城崎溫泉的溫泉女孩。

### OH YOU LADY?
磐城有華（聲：大坪由佳）
來自福島縣磐城市磐城湯本溫泉的溫泉女孩。
定山溪泉美（聲：小野早稀）
來自北海道札幌市定山溪溫泉的溫泉女孩。
萬座千斗星（聲：井澤美香子，原案：和錆）
來自群馬縣吾妻郡嬬戀村萬座溫泉的溫泉女孩。

### SOLO PROJECT
大手町梨稟（聲：楠木燈）
來自東京都千代田區大手町大手町溫泉的溫泉女孩。

### 其他
足摺星（聲：大空直美，原案：夜ノみつき）
來自高知縣土佐清水市足摺溫泉的溫泉女孩。
玉名滿美（聲：久保田梨沙）
來自熊本縣玉名市玉名溫泉的溫泉女孩。
酸之湯紗雪（聲：野口百合）
來自青森縣青森市酸之湯的溫泉女孩。
雄琴寧寧（聲：八島莎拉拉）
來自滋賀縣大津市雄琴溫泉的溫泉女孩。
湯河原伊露羽（聲：大和田仁美，原案：40原）
來自神奈川縣足柄下郡湯河原町湯河原溫泉的溫泉女孩。
高山匠美（聲：花守由美里，原案：らぐほのえりか）
來自岐阜縣高山市飛驒高山溫泉的溫泉女孩。
湯原砂和（聲：佳村遙）
來自岡山縣真庭市湯原溫泉的溫泉女孩。
那須一與（聲：佐藤舞，原案：necömi）
來自栃木縣那須郡那須町那須溫泉的溫泉女孩。
大子紅葉（聲：石橋桃）
來自茨城縣久慈郡大子町大子溫泉的溫泉女孩。
湯鄉美彩（聲：岡咲美保，原案：八城惺架）
來自岡山縣美作市湯郷溫泉的溫泉女孩。
鹽原八彌（聲：澤田美晴，原案：望月椎那）
來自栃木縣那須鹽原市鹽原溫泉的溫泉女孩。
祖谷惠理（聲：長久友紀，原案：yaman**）
來自德島縣三好市祖谷溫泉的溫泉女孩。
野澤菜菜
來自長野縣下高井郡野澤溫泉村野澤溫泉的溫泉女孩。
石和紅（聲：秦佐和子）
來自山梨縣笛吹市石和溫泉的溫泉女孩。
嵐山紫雨（聲：上田瞳，原案：塚子）
來自京都府京都市嵐山溫泉的溫泉女孩。
觀音登世實（聲：古賀葵，原案：MtU）
來自静岡縣下田市觀音温泉的溫泉女孩。
龍神晴（聲：中島由貴）
來自和歌山縣田邊市龍神溫泉的溫泉女孩。
鹽江修子（聲：田邊留依）
來自香川縣高松市鹽江町鹽江溫泉的溫泉女孩。
南紀勝浦樹紀（聲：吉岡麻耶）
來自和歌山縣東牟婁郡那智勝浦町南紀勝浦溫泉的溫泉女孩。
淺蟲夕凪（聲：真野步）
來自青森縣青森市淺蟲溫泉的溫泉女孩。
長門櫻（聲：千本木彩花）
來自山口縣長門市長門湯本溫泉的溫泉女孩。
溫海詩鶴（聲：中惠光城，原案：やすゆき）
來自山形縣鶴岡市溫海溫泉的溫泉女孩。
榊原伊都（聲：香里有佐，原案：村上ゆいち）
來自三重縣津市榊原溫泉的溫泉女孩。
皆生渚（聲：吉岡美咲，原案：神樂七奈）
來自鳥取縣米子市皆生溫泉的溫泉女孩。
鴨川茉凜（聲：井上穗乃花，原案：Go-1）
來自千葉縣鴨川市鴨川溫泉鄉的溫泉女孩。
阿蘇焰（聲：高橋麻里）
來自熊本縣阿蘇郡阿蘇溫泉鄉的溫泉女孩。
北鄉木實（聲：江口菜子）
來自宮崎縣日南市北鄉町北鄉溫泉的溫泉女孩。
志摩茉莉也（聲：平野有紗）
來自三重縣志摩市志摩溫泉鄉的溫泉女孩。
河口湖多佳美（聲：大西沙織，原案：遠坂朝霧）
來自山梨縣南都留郡富士河口湖町富士河口湖溫泉鄉的溫泉女孩。
飯坂真尋（聲：今村彩夏→吉岡茉祐，原案：有坂あこ）
來自福島縣福島市飯坂溫泉的溫泉女孩。
鳴子夏月（聲：飯田友子）
來自宮城縣大崎市鳴子溫泉的溫泉女孩。
原鶴美鵺（聲：石飛惠里花）
來自福岡縣朝倉市原鶴溫泉的溫泉女孩。
強羅環奈（聲：前田佳織里，原案：UGUME）
來自神奈川縣足柄下郡箱根町強羅溫泉的溫泉女孩。
十津川飛香（聲：影山燈）
來自奈良縣吉野郡十津川村十津川溫泉的溫泉女孩。
宇奈月明嶺（聲：黑木穗乃香）
來自富山縣黑部市宇奈月溫泉的溫泉女孩。
西表島八重夏（聲：田村響華，原案：茨乃）
來自沖繩縣八重山郡竹富町西表島溫泉的溫泉女孩。
玉川百合亞（聲：金魚和嘉菜，原案：フカヒレ）
來自秋田縣仙北市玉川溫泉的溫泉女孩。
東山季利花（聲：馬渕由妃）
來自福島縣會津若松市東山溫泉的溫泉女孩。
昼神夜空（聲：岩井映美里）
來自長野縣下伊那郡阿智村昼神温泉的溫泉女孩。
山中空良（聲：藍原琴美，原案：天三月）
來自石川縣加賀市山中溫泉的溫泉女孩。
修善寺透子（聲：山口愛）
來自静岡縣伊豆市修善寺溫泉的溫泉女孩。
鈍川愛美（聲：小原莉子）
來自愛媛縣今治市玉川町鈍川溫泉的溫泉女孩。
越後湯澤香澄（聲：東城日沙子）
來自新潟縣南魚沼郡湯澤町越後湯澤溫泉的溫泉女孩。
長良川輝理（聲：三谷綾子）
來自岐阜縣岐阜市長良川溫泉的溫泉女孩。
犬鳴山命（聲：中島唯，原案：草田草太）
來自大阪府泉佐野市犬鳴山溫泉的溫泉女孩。
蘆原小梅（聲：相良茉優，原案：Nardack）
來自福井縣蘆原市蘆原溫泉的溫泉女孩。
湯田中澀穂波（聲：大森日雅，原案：藤原）
來自長野縣下高井郡山之內町湯田中澀溫泉鄉的溫泉女孩。
霧島黑惠（聲：二之宮愛子，原案：魔太郎）
來自鹿兒島縣霧島市湧水町霧島溫泉鄉的溫泉女孩。
四萬治佳（聲：小山百代，原案：ふーみ）
來自群馬縣吾妻郡中之條町四萬溫泉的溫泉女孩。
日田絢芽（聲：田中音緒）
來自大分縣日田市日田溫泉的溫泉女孩。
阿寒湖畢莉卡（聲：上間江望，原案：plan）
來自北海道釧路市阿寒町阿寒湖溫泉的溫泉女孩。
洞川蓮（聲：久保百合花，原案：小龍）
來自奈良縣吉野郡天川村洞川溫泉的溫泉女孩。
宮濱仁佳（聲：長野佑紀，原案：掃除朋具）
來自広島県廿日市市宮濱溫泉的溫泉女孩。
武雄星知（聲：深川芹亞）
來自佐賀縣武雄市武雄溫泉的溫泉女孩。
藏王巴（聲：秋場悠里，原案：Hiten）
來自山形縣山形市藏王溫泉的溫泉女孩。
奧飛驒五十鈴（聲：竹尾步美→鶴見ゆき，原案：伍長）
來自岐阜縣高山市奧飛驒溫泉鄉的溫泉女孩。
赤倉茅咲（聲：古川由利奈，原案：憂姬時雨）
來自新潟縣妙高市赤倉温泉的溫泉女孩。
鳥羽亞矢海（聲：會澤紗彌，原案：牛木義隆）
來自三重縣鳥羽市鳥羽溫泉的溫泉女孩。
溫泉津佐間（聲：遠野光，原案：冬野春秋）
來自島根縣大田市溫泉津町溫泉津溫泉的溫泉女孩。
平湯三葉（聲：堀場美希）
來自岐阜縣高山市奧飛驒溫泉鄉平湯溫泉的溫泉女孩。
山神皐月（聲：仲谷明香，原案：紅茶畑）
來自岩手縣花卷市山神溫泉的溫泉女孩。
作並日果（赤尾光）
來自宮城縣仙台市青葉區作並溫泉的溫泉女孩。
湯田薰（聲：指出毬亞，原案：JUNA）
來自山口縣山口市湯田溫泉的溫泉女孩。
平戶基惠（聲：矢野妃菜喜）
來自長崎縣平戶市平戶溫泉的溫泉女孩。
三朝歌蓮（聲：山根綺）
來自鳥取縣東伯郡三朝町三朝溫泉的溫泉女孩。
山代八咫（聲：星希成奏）
來自石川縣加賀市山代溫泉的溫泉女孩。
南知多真由乃（聲：松井惠理子，原案：ReDrop）
來自愛知縣知多郡南知多町南知多溫泉鄉的溫泉女孩。
水上凛心（聲：小倉唯，原案：たかやKi）
來自群馬縣利根郡水上町水上溫泉的溫泉女孩。
雲仙伊乃里（聲：奧野香耶）
來自長崎縣雲仙市小濱町雲仙溫泉的溫泉女孩。
秩父美祭（聲：稻川英里）
來自琦玉縣秩父市秩父溫泉的溫泉女孩。
松之山棚美（聲：石原夏織，原案：鍋島哲弘）
來自新潟縣十日町市松之山溫泉的溫泉女孩。
洞爺湖音乃（聲：五十嵐裕美）
來自北海道虻田郡洞爺湖町洞爺湖溫泉的溫泉女孩。
下田莉華（聲：南早紀，原案：シロガネヒナ）
來自静岡縣下田市下田溫泉的溫泉女孩。
雪·坎寧·層雲峽（聲：東山奈央，原案：sakiyamama）
來自北海道上川郡上川町層雲峡溫泉的溫泉女孩。
磐梯熱海萩（聲：津田美波，原案：咖啡貴族）
來自福島縣郡山市磐梯熱海溫泉的溫泉女孩。
土肥間由（聲：尾崎由香）
來自静岡縣伊豆市土肥溫泉的溫泉女孩。
尖石內灣（聲：安齋由香里，原案：佃煮海苔男）
來自臺灣新竹縣尖石鄉尖石溫泉的溫泉女孩。
人吉青井（聲：青山吉能，原案：煎路）
來自熊本縣人吉市人吉溫泉的溫泉女孩。
湯村千代（聲：高木美佑，原案：jimmy）
來自兵庫縣美方郡新溫泉町湯村温泉的溫泉女孩。
奧津香海（聲：久保田未夢）
來自岡山縣苫田郡鏡野町奥津溫泉的溫泉女孩。
館山寺萌湖（聲：豐田萌繪，原案：うかみ）
來自静岡縣濱松市館山寺溫泉的溫泉女孩。
松島名月（聲：永野愛理，原案：maruma）
來自宮城縣宮城郡松島町松島温泉的溫泉女孩。
南房總日由美（聲：德井青空）
來自千葉縣南房總市南房總溫泉的溫泉女孩。
上諏訪雫音（聲：諏訪奈奈香）
來自長野縣諏訪市上諏訪溫泉的溫泉女孩。下諏訪綿音的雙胞胎姐姐。
下諏訪綿音（聲：菅野真衣）
來自長野縣諏訪市下諏訪町下諏訪溫泉的溫泉女孩。上諏訪雫音的雙胞胎妹妹。
仙石原三香沙（聲：成海瑠奈→三澤紗千香（2021年12月30日后））
來自神奈川縣足柄下郡箱根町仙石原溫泉的溫泉女孩。
湯平燈華（聲：礒部花凜，原案：吉田依世）
來自大分縣由布市湯布院町湯平溫泉的溫泉女孩。
小野川小町（聲：村上奈津實）
來自山形縣米澤市小野川溫泉的溫泉女孩。
松江宍道湖志染（聲：高野麻里佳，原案：時雨羽衣）
來自島根縣松江市松江宍道湖溫泉的溫泉女孩。
日中早百合（聲：春野杏，原案：裕）
來自福島縣喜多方市日中溫泉的溫泉女孩。
羽合東鄉浮乃（聲：天希佳音）
來自鳥取縣東伯郡湯梨濱町羽合溫泉及東鄉溫泉的溫泉女孩。
豐富水由（聲：花井美春，原案：千種みのり）
來自北海道天鹽郡豐富町豐富溫泉的溫泉女孩。
上山庵（聲：進藤天音，原案：甘城なつき）
來自山形縣上山市上山溫泉的溫泉女孩。
山中湖忍（聲：河野日和）
來自山梨縣南都留郡山中湖村山中湖溫泉的溫泉女孩。
小濱天音（聲：鬼頭明里）
來自長崎縣雲仙市小濱町小濱溫泉的溫泉女孩。
福地珊瑚（聲：反田葉月）
來自岐阜縣高山市福地溫泉的溫泉女孩。

## 漫畫
2018年9月至2020年9月於漫畫網站《Comic Newtype》連載作畫的漫畫《溫泉女孩》（温泉むすめ），單行本全3冊。 《溫泉女孩 Adhara的日常》（温泉むすめ Adharaの日常）開始連載於2019年5月25日發售的《月刊少年Ace》2019年7月号，於2020年1月24日發售的《月刊少年Ace》2020年3月号刊載最終回，於2020年4月25日發售單行本。

### 單行本
溫泉女孩
| 冊數 | KADOKAWA       | KADOKAWA               |
| 冊數 | 發售日期       | ISBN                   |
| ---- | -------------- | ---------------------- |
| 1    | 2019年3月9日   | ISBN 978-4-04-107900-3 |
| 2    | 2019年12月10日 | ISBN 978-4-04-108926-2 |
| 3    | 2020年11月10日 | ISBN 978-4-04-110803-1 |

溫泉女孩 Adhara的日常
| 冊數 | KADOKAWA      | KADOKAWA               |
| 冊數 | 發售日期      | ISBN                   |
| ---- | ------------- | ---------------------- |
| 1    | 2020年4月25日 | ISBN 978-4-04-109047-3 |

## 動畫
2017年3月推出動畫PV，由動畫工房製作。

## 外部連結
- 温泉女孩官方網站 （页面存档备份，存于）（日語）
- 温泉女孩 - ONSEN MUSUME的X（前Twitter）（日語）